# Copa del Generalísimo de baloncesto 1947
La Copa del Generalísimo de baloncesto o el Campeonato de España 1947 fue la número 11.º, donde su final se disputó en la pista del Centro Natación Helios de Zaragoza el 13 de julio de 1947.
La edición fue disputada por los seis mejores equipos del Campeonato Nacional de Liga de la temporada 1947 y los dos primeros clasificados de la Liga Nacional de Segunda División.

## Equipos clasificados

### Campeonato Nacional de Liga de Baloncesto 1947
| Pos. | Equipo                | PJ | G  | P | GF  | GC  | DG   | Pts |
| ---- | --------------------- | -- | -- | - | --- | --- | ---- | --- |
| 1    | CF Barcelona          | 12 | 12 | 0 | 667 | 354 | +313 | 24  |
| 2    | UE Montgat            | 12 | 8  | 4 | 519 | 420 | +99  | 20  |
| 3    | CB Canarias de Madrid | 12 | 7  | 5 | 406 | 445 | −39  | 19  |
| 4    | Real Madrid CF        | 12 | 5  | 7 | 479 | 501 | −22  | 17  |
| 5    | JACE Calella          | 12 | 5  | 7 | 366 | 454 | −88  | 17  |
| 6    | Liceo Francés         | 12 | 3  | 9 | 381 | 516 | −135 | 15  |

 Fuente: Linguasport

### Liga Nacional de Segunda División
| Pos. | Equipo             | PJ | G | P | PF | PC | DP  | Pts |
| ---- | ------------------ | -- | - | - | -- | -- | --- | --- |
| 1    | Canoe NC           | 2  | 2 | 0 | 66 | 47 | +19 | 4   |
| 2    | Baloncesto Moncayo | 2  | 1 | 1 | 61 | 63 | −2  | 3   |

 Fuente: Linguasport

## Cuartos de final
Los partidos de ida se jugaron el 1 de mayo y los de vuelta el 4 de mayo.
| Equipo 1              | Agr.  | Equipo 2       | Ida   | Vuelta |
| --------------------- | ----- | -------------- | ----- | ------ |
| Baloncesto Moncayo    | 0–2   | CF Barcelona   | 0–2   |        |
| Canoe NC              | 49–83 | Real Madrid CF | 29–31 | 20–52  |
| JACE Calella          | 78–90 | UE Montgat     | 42–37 | 36–53  |
| CB Canarias de Madrid | 69–64 | Liceo Francés  | 34–40 | 35–24  |

## Semifinales
Los partidos de ida se jugaron el 18 de mayo y los de vuelta el 25 de mayo.
| Equipo 1       | Agr.   | Equipo 2              | Ida   | Vuelta |
| -------------- | ------ | --------------------- | ----- | ------ |
| Real Madrid CF | 58–108 | CF Barcelona          | 34–53 | 24–55  |
| UE Montgat     | 70–77  | CB Canarias de Madrid | 45–30 | 25–47  |

## Final
Tras proclamarse campeón de la Copa del Generalísimo de baloncesto por tercera vez consecutiva, el CF Barcelona obtiene el primer título en propiedad.
| 13 de julio de 1947, 19:45 | CB Canarias de Madrid              | 25–39                              | CF Barcelona                       |                                                                               |  |
| 19:45 GTM+1                | Marcador por tiempos: 12–13, 13–26 | Marcador por tiempos: 12–13, 13–26 | Marcador por tiempos: 12–13, 13–26 |                                                                               |  |
|                            | Estadísticas Galván y Carrió 6     | Pts                                | Estadísticas Joan Ferrando 13      | Pabellón: Pista del Centro Natación Helios, Zaragoza Árbitros: Serrano Moreno |  |

| Campeón de la Copa del Generalísimo 1947 |
| ---------------------------------------- |
| CF Barcelona 4.º título                  |